# روس فيلدينغ
روس فيلدينغ (بالإنجليزية: Ross Fielding)‏ (1880 في المملكة المتحدة - 1947 بستوك أون ترينت في المملكة المتحدة) هو لاعب كرة قدم بريطاني (وحمل سابقاً جنسية المملكة المتحدة لبريطانيا العظمى وأيرلندا) في مركز جناح ‏. لعب مع ستوك سيتي ونوتينغهام فورست ووست بروميتش ألبيون وBurton United F.C. ‏.